# Gonzalo Higuaín
Pour les articles homonymes, voir Higuaín.
Gonzalo Higuaín (prononcé en espagnol : [ɡonˈsalo iɣwa'jin]), surnommé El Pipita,, né le 10 décembre 1987 à Brest (Finistère), est un footballeur international argentin.
Il détient le record de buts marqués en Serie A en une seule saison, 36 buts, en 2015-2016 avec le Napoli. Ce record est égalé par Ciro Immobile de la Lazio lors de la saison 2019-2020.

## Biographie
Gonzalo Gerardo Higuaín est né en France alors que son père, Jorge Higuaín, footballeur professionnel argentin jouait au Brest Armorique (actuellement nommé Stade brestois 29). Il retourne en Argentine à l'âge de dix mois et ne parle pas français. Il est le frère de Federico Higuaín, aussi footballeur professionnel.

### Carrière professionnelle

#### Débuts professionnels à River Plate (2005-2006)
Auteur d'un doublé lors du Superclásico argentin (8 octobre 2006 : CA River Plate 3-1 Boca Juniors), Gonzalo Higuaín et son équipe, River Plate, entraînée par Daniel Passarella, mettent fin à la série d'invincibilité de Boca (22 matches sans défaite en championnat). L'équipe revient à la deuxième place du classement, à un point de Boca. Après avoir empoisonné la défense adverse par sa vitesse, Higuaín, alors âgé de 18 ans (auteur de 6 buts cette saison), ouvre la marque à la 29e minute après une action confuse et donne l'avantage à son club à la 53e (2-1) sur une passe de Fernando Belluschi. Sa fin de saison est plus contrastée, il ne trouve plus aussi facilement le chemin des buts et des questions se posent alors quant à son avenir incertain dans le club argentin et les espoirs portées sur lui.
Considéré par beaucoup comme une future star, il est alors convoité par plusieurs grands clubs. Sous les feux de la rampe à la suite du Superclásico qui le révèle, Raymond Domenech le convoque, sans même le superviser, pour le match amical de l'équipe de France de football contre la Grèce le 15 novembre 2006. Bien que, d'après le règlement FIFA, cette sélection n'eût pas d'incidence sur un choix futur de sélection nationale, Higuaín déclina l'invitation, laissant flotter le doute sur le pays qu'il souhaitait représenter à l'avenir.
Son passeport français lui permet un recrutement plus facile pour jouer dans un club européen car il n'utilise pas de place extra-communautaire. Le montant du transfert aurait été évalué à l'époque à plus de 12 millions d'euros par son club formateur CA River Plate[réf. nécessaire]. Higuaín a annoncé vouloir commencer "doucement" en Europe, c'est-à-dire éventuellement par quelques années dans un championnat tel que le championnat français et dans une équipe qui lui donnerait du temps de jeu. Mais il signe finalement directement au Real Madrid.

#### Real Madrid (2006-2013)

##### Premiers pas chez les Merengues (2006-2008)
Le 14 décembre 2006, le Real Madrid annonce officiellement l'arrivée de Gonzalo Higuaín à partir du 1er janvier 2007, pour une durée de 6 ans et demi et un prix de transfert de 12 millions d'euros.

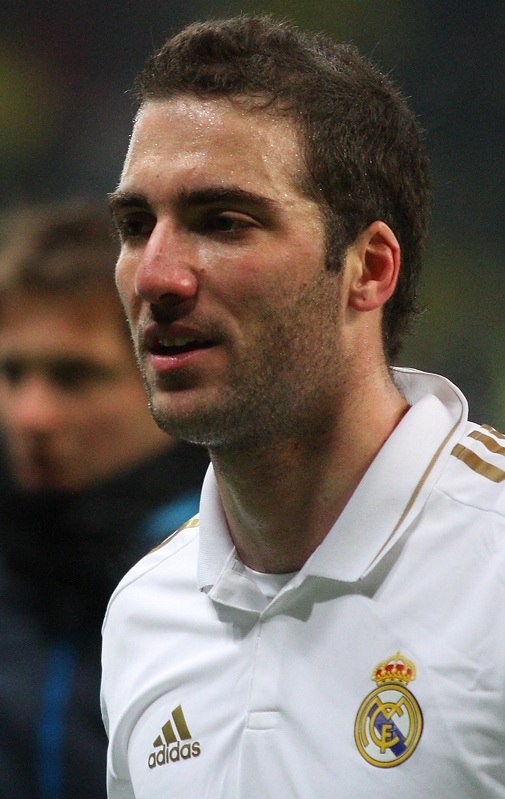
Higuain avec le Real Madrid en 2012.

Le 11 janvier 2007, il fait ses débuts avec son nouveau club contre le Real Betis en Copa del Rey. Le 31 janvier 2007, il estime dans une interview à la télévision espagnole que sa sélection en équipe nationale d'Argentine pour le match contre la France est impossible, mais que celle-ci lui est acquise dès lors que les formalités administratives seront remplies. Le 17 février, il marque son premier but avec le Real Madrid lors du derby contre l'Atlético Madrid, permettant au Real de ne pas s'incliner (1-1). Il se montre décisif en marquant le but victorieux contre l'Espanyol Barcelone (4-3). Sa première saison est nuancée, la presse remettant en cause son faible ratio de buts.
La saison suivante, Higuaín ne parvient pas à s'affirmer comme titulaire malgré 8 buts en 25 matchs de championnat. Son faible début de saison est rattrapé par sa fin de saison productive. Il marque ainsi contre Osasuna (2-1) un but important qui permet au club de se qualifier pour la Ligue des champions. Lors du Clásico, entré en jeu moins d'une minute avant, il marque le troisième but lors d'une victoire écrasante 4-1.

##### Affirmation d'un buteur (2008-2010)
Le début de saison 2008-2009 est marquée par la blessure du buteur néerlandais Ruud Van Nistelrooy. Profitant de son absence, Higuaín s'installe au poste d'attaquant centre et devient titulaire. En août 2008, il marque un but décisif en Supercopa face à Valence. Le 8 novembre 2008, il réussit un quadruplé en championnat contre le Málaga CF permettant au Real de gagner 4-3. Sa montée en puissance lui ouvre les portes de la sélection nationale. Il est l'un des meilleurs buteurs du championnat espagnol lors de cette saison 2008-2009 avec 22 réalisations. Le 24 mai 2009, il joue contre Majorque son centième match pour le Real Madrid ; le Real s'incline au Santiago Bernabéu en dépit du but d'Higuaín (3-1). En sélection nationale, il fait ses débuts le 6 février 2008, lors d'un match Argentine-Guatemala, à Los Angeles (Californie, États-Unis), où il inscrit notamment un doublé (ce match n'est pas reconnu par la FIFA, car joué en sélections des moins de 23 ans, et non en équipe A).
La saison 2009-2010 est la plus réussie de Gonzalo Higuaín sous le maillot blanc du Real Madrid, finissant meilleur buteur de son club avec 27 buts en championnat. Il termine deuxième au classement du Pichichi, derrière son compatriote et coéquipier en sélection Lionel Messi. Higuaín parvient à assoir sa place de titulaire d'attaque malgré l'arrivée de Karim Benzema. En Ligue des champions, le Real parvient en huitième de finale mais se fait surprendre par l'Olympique lyonnais au match retour (2-1). Cependant, Madrid doit se contenter de la seconde place du championnat derrière le rival Barcelonais. Le 7 juin 2010, il prolonge son contrat avec le Real Madrid jusqu'en 2016, mettant ainsi un terme aux rumeurs de son transfert,. Avec l'Albiceleste, il est convoqué fin septembre 2009 en équipe A par Diego Maradona et marque pour sa première sélection le 10 octobre 2009 contre le Pérou (2-1). Lors de la Coupe du monde 2010 en Afrique du Sud, il inscrit un coup du chapeau à l'occasion du deuxième match de l'Argentine, face à l'équipe de Corée du Sud (4-1) puis marque le second but du huitième de finale du match Argentine-Mexique (3-1).

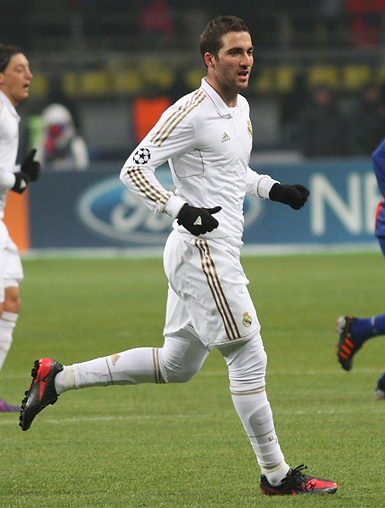
Gonzalo Higuaín avec le Real Madrid en 2012.

##### Concurrence en attaque (2010-2013)
Lors de la saison 2010-2011, il se fait remarquer en inscrivant le 5200e but du Real en championnat. Le 4 novembre 2010, contre l'AC Milan, Higuaín marque le 700e but de l'histoire de son club en Ligue des champions (ancienne et nouvelle formules comprises). Néanmoins, une hernie discale l'éloigne des terrains pour 3 à 4 mois. Depuis son arrivée en 2009, Gonzalo Higuaín et Karim Benzema se disputent la place de titulaire au poste d'attaquant de pointe. Pour compenser son absence, José Mourinho recrute Emmanuel Adebayor. Le coach portugais affirme qu'« entre Benzema et Higuain, je n'ai pas de titulaire » Il forme avec Mesut Özil, Ángel Di María et Cristiano Ronaldo un excellent quatuor en Liga. Il fait son retour à la compétition le 2 avril 2011, lors de la défaite face au Sporting Gijon, remplaçant en cours de jeu Esteban Granero. Le 23 avril 2011, il marque un hat-trick et réalise deux passes décisives pour Benzema et Kaká à Mestalla contre le Valence CF. Le Real remporte le match 6-3. N'ayant joué que 17 matchs de Liga, il marque tout de même à dix reprises et joue un total de 25 rencontres pour 14 buts. Lors de la Copa América en Argentine en juillet 2011, Higuaín joue les deux derniers matchs de la sélection et marque en quart-de-finale contre l'Uruguay de la tête. Il transforme son tir au but lors de séance de tirs au but mais l'Argentine est éliminée de la compétition.
Higuaín commence la saison 2011-2012 après deux semaines de vacances après la Copa América 2011. Il participe alors à la tournée en Chine du Real Madrid. Il marque un but lors des deux matchs mais Karim Benzema, son principal concurrent, se montre plus convaincant. Higuaín commence alors la saison sur le banc. Il rentre en cours de jeu lors des deux matchs de Supercopa face au FC Barcelone. Le rival barcelonais gagne la compétition 5-4 score cumulée (2-2 et 3-2). Higuaín marque son troisième hat trick face à l'Espanyol Barcelone pour une victoire sur un score sans appel de 4-0. Le 15 octobre 2011, Il réalise un autre hat trick face au Betis Séville permettant à son équipe de l'emporter 4-1. Le 22 octobre 2011, Gonzalo Higuaín ouvre le score contre Malaga CF à la 10e minute suivi d'un triplé de Cristiano Ronaldo pour un score final de 4-0. La concurrence avec Karim Benzema est totalement relancée à la suite de ces bonnes prestations. Gonzalo Higuaín clôt la saison avec un total de 22 buts en championnat et prouve qu'il est vital aux Merengues. Lors de la première journée des Éliminatoires de la Coupe du monde 2014, il inscrit un triplé lors de la victoire (4-1) de l'Argentine sur le Chili.
Le 29 août 2012, il inscrit un but en Supercoupe d'Espagne contre le FC Barcelone et remporte le trophée.
Higuaín entame la saison 2012-2013 de la meilleure des manières en marquant à trois reprises lors des trois premiers matchs de Liga. Le 23 février 2013, il marque son 100e but en Liga contre La Corogne (victoire 2-1). En Ligue des champions, le Real finit deuxième de son groupe. Parvenant en demi-finale contre le Borussia Dortmund, les Madrilènes sont dominés au match aller (4-1). Malgré une victoire 2-0 au match retour, Madrid est sorti de la compétition. Madrid termine second du championnat, devancé par Barcelone. Il inscrit 18 buts en 44 matches.
Le 1er juin 2013, il marque son 122e but pour le club dans une rencontre victorieuse 4-2 face à Osasuna. Après ce match, Higuaín annonce son départ du club,.

#### SSC Naples (2013-2016)
Le 24 juillet 2013, le président napolitain Aurelio De Laurentiis confirme qu'après avoir passé sa visite médicale, Gonzalo Higuaín a signé un contrat de cinq ans, pour un coût de transfert qui s'élève à 40 millions d'euros, bonus compris,.

##### Découverte du Calcio et déception à la Coupe du monde (2013-2014)
Le 10 août 2013, il inscrit son premier but sous les couleurs napolitaines contre le Benfica Lisbonne. Lors des phases de poules de la Ligue des champions, le SSC Naples se retrouve dans le groupe d'Arsenal, la tête de série, du Borussia Dortmund, le finaliste de la précédente édition et de l'Olympique de Marseille. Naples finit 3e du groupe avec le même nombre de points que les Anglais (2e) et que les Allemands (1er). Ces trois équipes sont toutes à 12 points mais Naples est éliminé à cause de la différence de buts, Higuaín quitte donc la compétition au stade de la phase de poules, lui qui avait l'habitude de se hisser en demi-finale avec le Real Madrid. En Serie A, Naples finira troisième derrière l'AS Roma et le champion, la Juventus.
Le 2 juin 2014, il est choisi par Alejandro Sabella pour disputer la Coupe du monde 2014 organisée au Brésil, dont il est titulaire avec l'Argentine.

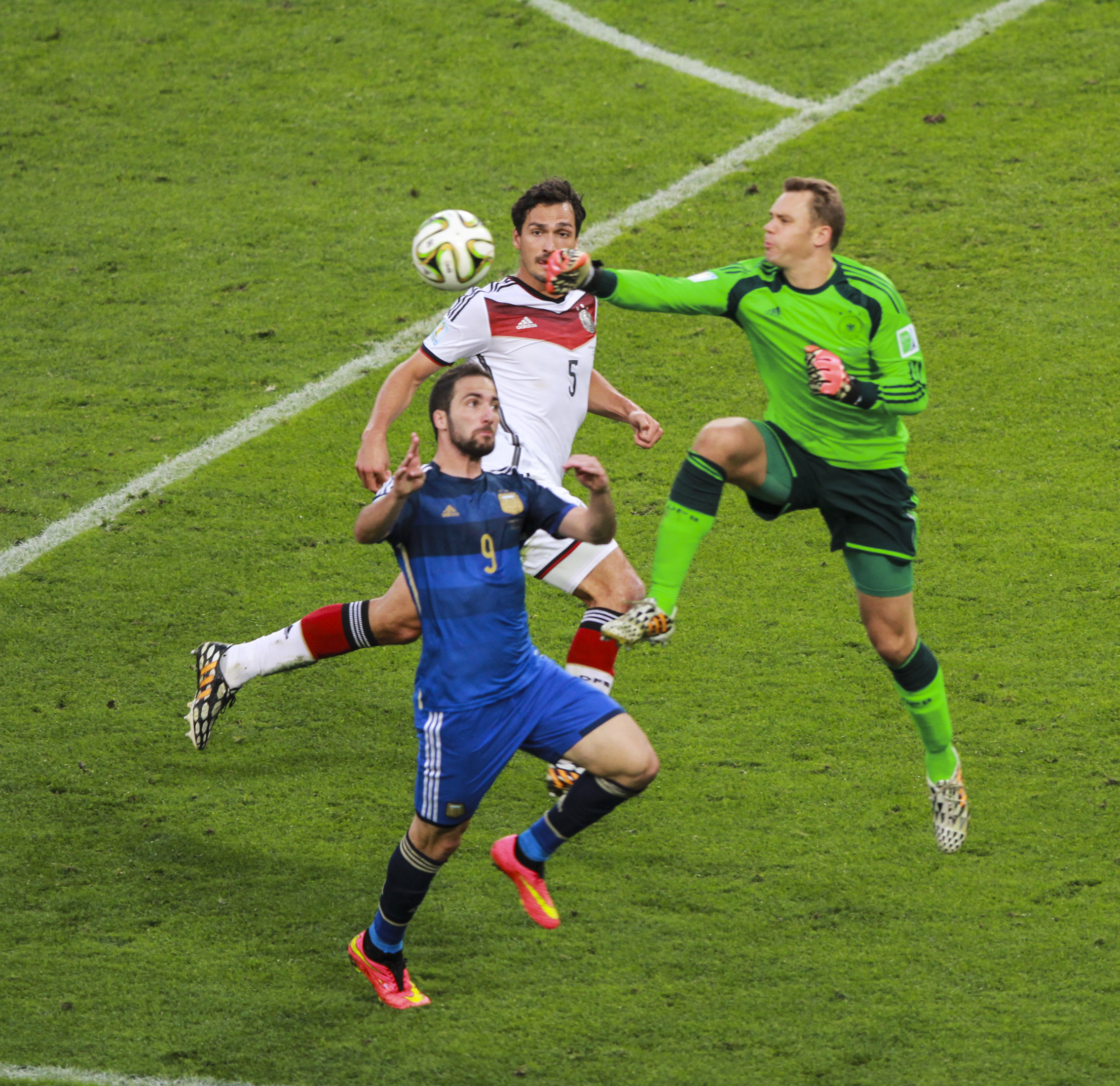
Higuain avec l'Argentine lors de la finale de la coupe du monde 2014.

Le début de compétition de Gonzalo Higuaín est décevant. Il ne parvient pas à inscrire de buts lors des phases de poules et son inefficacité devant les buts inquiète les Argentins qui voient en lui le numéro 9 et goleador de l'équipe. Le 6 juillet 2014, il inscrit le seul but du match face à la Belgique et qualifie l'Argentine en demi-finale de la Coupe du monde,. Il est nommé « Homme du match » à la suite de sa bonne prestation.
Le 13 juillet 2014, il est titulaire pour la finale de la Coupe du monde 2014. À la pointe de l'attaque, le joueur est très présent dans ce match et se montre une première fois avec un face-à-face raté devant Manuel Neuer après une remise involontaire de Toni Kroos, sa frappe passe loin du poteau droit alors qu'il est seul à l'entrée de la surface de réparation. Peu après il croit ouvrir le score sur un centre de Ezequiel Lavezzi, mais le but est refusé pour une position de hors-jeu logique. En seconde période, il se fait une nouvelle fois remarquer après un choc avec le gardien de but allemand. Il cède finalement sa place à la 78e minute. Le score n'évolue plus jusqu'à la fin de la prolongation quand Mario Götze marque le seul but du match et offre la victoire à l'Allemagne.

##### Joueur clef du Napoli et échecs avec l'Argentine (2014-2016)
Naples joue les barrages de la Ligue des champions en août 2014 contre l'Athletic Bilbao mais les Basques se qualifient. Higuaín ne joue donc pas les phases de poules de la compétition, une première depuis qu'il est arrivé en Europe. Il éprouve des difficultés à marquer en Serie A au début du championnat. Higuaín patiente jusqu'à fin octobre où il réalise un triplé contre l'Hellas Vérone. Lors des quatre rencontres suivantes, Higuaín marque à chaque fois, ce qui lui permet d'inscrire sept réalisations en cinq rencontres. En décembre, il inscrit un doublé en Supercoupe d'Italie, permettant à chaque fois de revenir au score, et Naples s'impose contre la Juventus (3-2). À la suite de son élimination en C1, le club concourt en Ligue Europa, une compétition où Higuaín se montre précieux. En mars 2015, il réalise un triplé contre le Dinamo Moscou en huitièmes de finale,. Lors du mois d'avril, des rumeurs de transferts avancent que des clubs comme Arsenal seraient intéressés par lui. Le 12 avril 2015, durant un match de championnat contre la Fiorentina, il inscrit un superbe but qui est refusé par l'arbitre de la rencontre alors qu'il était valable. Quelques jours plus tard, en quarts de finale de Ligue Europa, il inscrit un but et délivre une belle passe décisive contre Wolfsburg, permettant à Naples de s'imposer 4-1 à l'extérieur,. Au match retour, les Napolitains concèdent le nul 2-2 contre les Allemands et se qualifient en demi-finale. Opposés au Dnipro, les Italiens concèdent le nul 1-1 au match aller mais se font éliminer en Ukraine au retour grâce à un but de Yevhen Seleznyov,. En mai, l'attaquant marque deux buts durant la dernière journée de championnat contre la Lazio Rome mais manque un penalty, privant Naples de C1 au détriment de son adversaire du jour. À la suite de sa performance contrastée, excellente au début puis décevante à la fin de la rencontre, Higuaín et son compatriote Mariano Andújar sont agressés par des ultras déçus du match, qui s'en prennent à leurs voitures. Il finit cette saison avec 29 buts en 58 matchs, dont 18 réalisations en Serie A.
Lors de la Copa América 2015, Higuaín n'est pas un titulaire indiscutable à la pointe de l'attaque de l'Albiceleste. Néanmoins, il trouve le chemin du but à deux reprises. Higuaín marque en phase de groupes contre la Jamaïque puis participe, en demi-finale, au festival offensif de son équipe contre le Paraguay (6-1),. L'Argentine parvient en finale de la Copa face au Chili, pays hôte. Au cours d'une rencontre disputée, les deux équipes en arrivent aux tirs au but. Messi ayant marqué le premier penalty, Higuaín se charge du second mais rate sa frappe qui dépasse le cadre. Aucun Argentin ne sera capable de marquer par la suite et le Chili s'impose à domicile pour la première fois de son histoire.
L’Argentine entame la saison suivante après son douloureux échec en finale de la Copa America. Néanmoins, Higuaín enchaîne les buts en championnat et se classe rapidement comme l'un des meilleurs canonniers européens. Le 8 novembre 2015, l'Argentin marque le 200e but de sa carrière en club, pour une moyenne de 0,75/buts par matchs depuis l'ouverture du championnat. Au mois de janvier, Higuaín compte vingt buts en autant de rencontres. Le mois suivant sourit moins à Naples, qui est éliminé en seizièmes de la Ligue Europa contre le Villarreal (2-1). Son activité devant le but lui permet de surpasser les records de Diego Maradona puis de Edinson Cavani, devenant ainsi le meilleur buteur en une saison du Napoli. En avril 2016, alors qu'il inscrit son trentième but de la saison en Serie A, Higuaín écope d'un carton rouge contre l'Udinese. La sanction, jugée injuste par le joueur, le met dans une grande colère, venant à pousser l'arbitre Massimiliano Irrati et devant être retenu, à grande peine, par quatre coéquipiers. Ce geste lui vaut quatre matches de suspension, mais sera finalement réduite à trois rencontres. De plus, il doit payer une amende de 20 000 euros. L'Argentin retrouve la pelouse fin avril à l'occasion d'un match contre la Roma, concurrent pour la seconde place. Malgré la défaite face aux Romains, Naples reste second du championnat. Début mai, Higuaín réalise un doublé contre Atalanta qui fait de lui le meilleur buteur de Serie A depuis 1959. Le 14 mai, en clôture du championnat, il s'offre un triplé lui permettant de remporter de loin le titre de meilleur buteur de Serie A mais aussi de faire tomber le record de buts en une saison avec 36 réalisations,.
Appelé en septembre 2015 pour participer à deux matches amicaux, il déclare forfait à cause d'une gastro-entérite. Comme l'année précédente, Higuaín est de l'aventure pour la Copa América Centenario. Titulaire en pointe, sa forme italienne est présente puisqu'il réalise deux doublés à la suite contre le Venezuela et les États-Unis. L'Argentine se hisse aisément en finale face au tenant du titre chilien. Auteur d'une mauvaise prestation en finale, Higuaín a une occasion nette d'ouvrir la marque mais rate son tir. Ainsi, l'Argentine perd pour la troisième année d'affilée une finale majeure. Le joueur de Naples est fortement critiqué après la rencontre de par le fait qu'il aurait pu offrir la victoire aux Argentins. La presse lui reproche son manque d'efficacité lors des matchs importants où il ne parvient pas à briller.
Après 10 ans, Gonzalo Higuaín annonce sa retraite internationale avec la sélection argentine.

#### Juventus (2016-2020)
Le 26 juillet 2016, Higuaín rejoint officiellement le club de la Juventus pour cinq années. Le montant annoncé du transfert est de 90 millions d'euros, ce qui en fait le troisième plus grand transfert de l'histoire, et le plus grand pour un club italien. Cependant, ce départ est très mal vécu par les fans du Napoli qui voient dans le choix de l'Argentin une trahison. Certains supporters viennent à brûler le maillot du joueur ou l'ornent sur des poubelles de la ville. Ainsi, Francesco Totti, connu pour sa grande fidélité envers la Roma, résume la situation : « Higuain, c'est un désastre. Mais aujourd'hui, il est apparemment tout à fait normal pour un joueur étranger de quitter son équipe pour une autre pour gagner plus d'argent. C'est un problème de mentalité. Tous les étrangers ne sont pas comme Maradona ». Quant à lui, Higuain explique que son départ est dû à sa mésentente avec Aurelio De Laurentiis, président de Naples.

##### Saison 2016-2017
Le 20 août 2016, alors que la Juventus fait match nul contre la Fiorentina, Higuaín rentre en jeu en seconde période et inscrit son premier but sous ses nouvelles couleurs neuf minutes après son entrée, donnant en même temps la victoire à son nouveau club. Il a aussi inscrit un doublé face à Sassuolo et Empoli. Il ouvre son compteur de buts en Ligue des champions face au Dinamo Zagreb. Le 29 octobre 2016, Higuain marque contre son ancien club, Naples, donnant ainsi la victoire aux siens 2-1. En décembre, il inscrit sur un exploit individuel l'unique but de la rencontre face à l'AS Roma, concurrent direct de la Juventus dans la course au titre.
L'attaquant argentin termine la saison avec 24 buts marqués en 38 rencontres de Serie A, ce qui en fait le quatrième meilleur buteur de la compétition (à égalité avec son compatriote Mauro Icardi). Il remporte avec la Juve son premier titre de champion d'Italie après 4 années passées dans le pays, ainsi que sa deuxième Coppa Italia après celle de 2014 avec le Napoli. Ces titres viennent grossir un palmarès déjà riche de trois Ligas et d'une Copa del Rey remportées en Espagne entre 2007 et 2012.
En compétition européenne, le parcours de Higuaín est moins étincelant. Buteur contre le Dinamo Zagreb, l'Olympique lyonnais ou encore l'AS Monaco, il se montre moins à son aise contre les clubs espagnols (Séville et FC Barcelone), contre lesquels il restera muet en 4 rencontres. C'est d'ailleurs face à une autre formation espagnole que le rêve européen de la Juventus viendra se fracasser : en finale, les Bianconeri s'inclinent lourdement contre l'ancien club de Higuaín, le Real Madrid. Pour l'Argentin il s'agit de la quatrième finale perdue en autant d'années après celles du Mondial 2014 et des Copa America 2015 et 2016 avec son pays. Il fait d'ailleurs l'objet de fortes critiques à l'issue du match, pour son incapacité à peser dans les matchs les plus importants.

##### Prêt à l'AC Milan (2018-2019)
Arrivé à Milan en vue de son transfert (prêt payant de 18 M€ assorti d’une option d’achat de 36 M€), il est prêté d'une saison. Pour son premier match avec le club rossonero, Gonzalo Higuain marque à la 4e minute, insuffisant cependant pour le club italien. Le Real Madrid remporte le trophée Santiago Bernabéu (3-1).
Contre la Juventus en championnat, averti, l’attaquant argentin a invectivé l’arbitre et s’est fait expulser. Il aurait d’ailleurs mal pris une déclaration de Cristiano Ronaldo. Son cas a été jugé par les instances du football italien. Comme le rapporte Sky Sport, il écope de deux matches de suspension.
Gonzalo Higuain déçoit en Lombardie, l’Argentin n’a pas marqué depuis deux mois et son avenir s’inscrit désormais en pointillé. D’autant que son entraîneur, Gennaro Gattuso, commence à perdre patience.
Interrogé en conférence de presse, le technicien italien a piqué son attaquant pour qu’il réagisse. « J’ai parlé avec Higuain et il est le premier à être déçu par cette situation. Nous avons besoin de ses buts, mais nous avons avant tout besoin de son caractère et de son expérience. Il doit être une valeur ajoutée pour l’AC Milan. Il doit guider l’équipe et encourager ses coéquipiers. Il doit apporter quelque chose de plus. » .
Les Rossoneri, en difficulté en championnat avec 4 matches sans victoire, voulaient retrouver le goût du succès face au 16e de Serie A, le SPAL. Gonzalo Higuain donne l’avantage aux siens. Les Milanais remportaient la rencontre (2-1). Il perd la finale de la Supercoupe d'Italie de football 2018 face à la Juventus Turin (1-0).

##### Prêt à Chelsea (2019)
Le 23 janvier 2019, Chelsea FC a obtenu le prêt de Higuaín pour le reste de la saison 2018-2019, où il retrouve l’entraîneur Maurizio Sarri qui l'avait entraîné à Naples pendant la saison 2015-2016. Un mois après son arrivée dans le club londonien, Higuaín perd une nouvelle finale, celle de la Coupe de la ligue anglaise, le 24 février 2019. Remplaçant, Il remporte cette fois-ci la Ligue Europa face à Arsenal.

##### Retour en Italie (2019-2020)
Le 1er juillet 2019, Higuain repart à la Juventus, en retour de prêt. Prêté à Chelsea depuis janvier, Gonzalo n'aura finalement pas convaincu les dirigeants des Blues de le conserver. Débarqué avec un statut de serial buteur à l'été 2016 en provenance de Naples, l'Argentin de 32 ans avait perdu du crédit au fil des années, notamment du fait de son incapacité à marquer dans les grands rendez-vous (européens surtout). En septembre 2020, Il quitte la formation turinoise à un an de l'échéance de son contrat.

#### Inter Miami (2020-2022)
Le 18 septembre 2020, libre de tout contrat après son départ de la Juventus, il s'engage avec l'Inter Miami en Major League Soccer. Après avoir fait sa première apparition sous le maillot rose et noir de Miami contre le Union de Philadelphie le 27 septembre, il offre la victoire 2-1 à son équipe le 7 octobre sur le terrain des Red Bulls de New York en s'exécutant sur coup franc, un premier but de la sorte pour Higuaín. Il est par la suite rejoint par son frère Federico Higuaín qui est transféré de D.C. United le 10 octobre où il était alors joueur et entraîneur adjoint.
Le 5 octobre 2022, Gonzalo Higuaín annonce prendre sa retraite à l'âge de 34 ans à l'issue de la saison 2022 de Major League Soccer.

## Statistiques

### Statistiques détaillées
| Saison                | Club                  | Championnat           | Championnat | Championnat | Championnat | Coupe(s) nationale(s) | Coupe(s) nationale(s) | Coupe(s) nationale(s) | Supercoupe | Supercoupe | Supercoupe | Compétition(s) continentale(s) | Compétition(s) continentale(s) | Compétition(s) continentale(s) | Compétition(s) continentale(s) | Total | Total | Total |
| Saison                | Club                  | Division              | M.          | B.          | P.d.        | M.                    | B.                    | P.d.                  | M.         | B.         | P.d.       | Comp.                          | M.                             | B.                             | P.d.                           | M.    | B.    | P.d.  |
| 2004-2005             | CA River Plate        | Primera División      | 4           | 0           | 0           | -                     | -                     | -                     | -          | -          | -          | -                              | -                              | -                              | -                              | 4     | 0     | 0     |
| 2005-2006             | CA River Plate        | Primera División      | 14          | 5           | 2           | -                     | -                     | -                     | -          | -          | -          | CL                             | 4                              | 2                              | 0                              | 18    | 7     | 2     |
| 2006-2007             | CA River Plate        | Primera División      | 17          | 8           | 4           | -                     | -                     | -                     | -          | -          | -          | CS                             | 2                              | 0                              | 0                              | 19    | 8     | 4     |
| Sous-total            | Sous-total            | Sous-total            | 35          | 13          | 6           | -                     | -                     | -                     | -          | -          | -          | -                              | 6                              | 2                              | 0                              | 41    | 15    | 6     |
| 2006-2007             | Real Madrid CF        | Liga                  | 19          | 2           | 2           | 2                     | 0                     | 0                     | -          | -          | -          | C1                             | 2                              | 0                              | 0                              | 23    | 2     | 2     |
| 2007-2008             | Real Madrid CF        | Liga                  | 25          | 8           | 3           | 4                     | 1                     | 1                     | -          | -          | -          | C1                             | 5                              | 0                              | 0                              | 34    | 9     | 4     |
| 2008-2009             | Real Madrid CF        | Liga                  | 34          | 22          | 9           | 2                     | 1                     | 0                     | 1          | 1          | 0          | C1                             | 7                              | 0                              | 0                              | 44    | 24    | 9     |
| 2009-2010             | Real Madrid CF        | Liga                  | 32          | 27          | 4           | 1                     | 0                     | 0                     | -          | -          | -          | C1                             | 7                              | 2                              | 1                              | 40    | 29    | 5     |
| 2010-2011             | Real Madrid CF        | Liga                  | 17          | 10          | 5           | 2                     | 1                     | 0                     | -          | -          | -          | C1                             | 6                              | 2                              | 0                              | 25    | 13    | 5     |
| 2011-2012             | Real Madrid CF        | Liga                  | 35          | 22          | 7           | 5                     | 1                     | 2                     | 2          | 0          | 0          | C1                             | 12                             | 3                              | 2                              | 54    | 26    | 11    |
| 2012-2013             | Real Madrid CF        | Liga                  | 28          | 16          | 5           | 5                     | 0                     | 1                     | 2          | 1          | 0          | C1                             | 9                              | 1                              | 2                              | 44    | 18    | 8     |
| Sous-total            | Sous-total            | Sous-total            | 190         | 107         | 35          | 21                    | 4                     | 4                     | 5          | 2          | 0          | -                              | 48                             | 8                              | 5                              | 264   | 121   | 44    |
| 2013-2014             | SSC Naples            | Serie A               | 32          | 17          | 7           | 5                     | 2                     | 1                     | -          | -          | -          | C1+C3                          | 5+4                            | 4+1                            | 2+2                            | 46    | 24    | 12    |
| 2014-2015             | SSC Naples            | Serie A               | 37          | 18          | 7           | 4                     | 1                     | 1                     | 1          | 2          | 0          | C1+C3                          | 2+14                           | 1+7                            | 0+3                            | 58    | 29    | 11    |
| 2015-2016             | SSC Naples            | Serie A               | 35          | 36          | 2           | 2                     | 0                     | 0                     | -          | -          | -          | C3                             | 5                              | 2                              | 0                              | 42    | 38    | 2     |
| Sous-total            | Sous-total            | Sous-total            | 104         | 71          | 16          | 11                    | 3                     | 2                     | 1          | 2          | 0          | -                              | 30                             | 15                             | 7                              | 146   | 91    | 25    |
| 2016-2017             | Juventus              | Serie A               | 38          | 24          | 3           | 4                     | 3                     | 0                     | 1          | 0          | 0          | C1                             | 12                             | 5                              | 1                              | 55    | 32    | 4     |
| 2017-2018             | Juventus              | Serie A               | 35          | 16          | 6           | 4                     | 2                     | 0                     | 1          | 0          | 0          | C1                             | 10                             | 5                              | 1                              | 50    | 23    | 7     |
| 2019-2020             | Juventus              | Serie A               | 32          | 8           | 4           | 3                     | 1                     | 2                     | 1          | 0          | 0          | C1                             | 8                              | 2                              | 2                              | 44    | 11    | 8     |
| Sous-total            | Sous-total            | Sous-total            | 105         | 48          | 13          | 11                    | 6                     | 2                     | 3          | 0          | 0          | -                              | 30                             | 12                             | 4                              | 149   | 66    | 19    |
| 2018-2019             | Milan AC (prêt)       | Serie A               | 15          | 6           | 1           | 1                     | 0                     | 0                     | 1          | 0          | 0          | C3                             | 5                              | 2                              | 1                              | 22    | 8     | 2     |
| 2018-2019             | Chelsea FC (prêt)     | Premier League        | 14          | 5           | 0           | 3                     | 0                     | 0                     | -          | -          | -          | C3                             | 1                              | 0                              | 0                              | 18    | 5     | 0     |
| Sous-total            | Sous-total            | Sous-total            | 29          | 11          | 1           | 4                     | 0                     | 0                     | 1          | 0          | 0          | -                              | 6                              | 2                              | 1                              | 40    | 13    | 2     |
| 2020                  | Inter Miami           | MLS                   | 9           | 1           | 2           | -                     | -                     | -                     | -          | -          | -          | -                              | -                              | -                              | -                              | 9     | 1     | 2     |
| 2021                  | Inter Miami           | MLS                   | 30          | 12          | 9           | -                     | -                     | -                     | -          | -          | -          | -                              | -                              | -                              | -                              | 30    | 12    | 9     |
| 2022                  | Inter Miami           | MLS                   | 29          | 16          | 3           | 2                     | 0                     | 0                     | -          | -          | -          | -                              | -                              | -                              | -                              | 31    | 16    | 3     |
| Sous-total            | Sous-total            | Sous-total            | 68          | 29          | 14          | 2                     | 0                     | 0                     | -          | -          | -          | -                              | -                              | -                              | -                              | 70    | 29    | 14    |
| Total sur la carrière | Total sur la carrière | Total sur la carrière | 531         | 279         | 85          | 49                    | 13                    | 8                     | 10         | 4          | 0          | -                              | 120                            | 39                             | 18                             | 710   | 335   | 111   |

### En sélection nationale
| Saison                | Sélection             | Phases finales          | Phases finales | Phases finales | Phases finales | Éliminatoires CDM | Éliminatoires CDM | Éliminatoires CDM | Matchs amicaux | Matchs amicaux | Matchs amicaux | Total | Total | Total |
| Saison                | Sélection             | Compétition             | M              | B              | Pd             | M                 | B                 | Pd                | M              | B              | Pd             | M     | B     | Pd    |
| --------------------- | --------------------- | ----------------------- | -------------- | -------------- | -------------- | ----------------- | ----------------- | ----------------- | -------------- | -------------- | -------------- | ----- | ----- | ----- |
| 2009-2010             | Argentine             | Coupe du monde 2010     | 4              | 4              | 0              | 2                 | 1                 | 0                 | 3              | 1              | 1              | 9     | 6     | 1     |
| 2010-2011             | Argentine             | Copa América 2011       | 3              | 1              | 0              | -                 | -                 | -                 | 4              | 1              | 1              | 7     | 2     | 1     |
| 2011-2012             | Argentine             | -                       | -              | -              | -              | 5                 | 4                 | 2                 | 5              | 1              | 2              | 10    | 5     | 4     |
| 2012-2013             | Argentine             | -                       | -              | -              | -              | 6                 | 5                 | 0                 | 1              | 2              | 0              | 7     | 7     | 0     |
| 2013-2014             | Argentine             | Coupe du monde 2014     | 7              | 1              | 1              | -                 | -                 | -                 | 3              | 1              | 1              | 10    | 2     | 2     |
| 2014-2015             | Argentine             | Copa América 2015       | 4              | 2              | 0              | -                 | -                 | -                 | 5              | 2              | 0              | 9     | 4     | 0     |
| 2015-2016             | Argentine             | Copa América Centenario | 6              | 4              | 1              | 4                 | 0                 | 2                 | 1              | 1              | 0              | 11    | 5     | 3     |
| 2016-2017             | Argentine             | -                       | -              | -              | -              | 5                 | 1                 | 0                 | 1              | 0              | 0              | 6     | 1     | 0     |
| 2017-2018             | Argentine             | Coupe du monde 2018     | 3              | 0              | 0              | -                 | -                 | -                 | 3              | 0              | 1              | 6     | 0     | 1     |
| Total sur la carrière | Total sur la carrière | Total sur la carrière   | 27             | 12             | 2              | 22                | 11                | 4                 | 26             | 9              | 6              | 75    | 32    | 12    |

### Buts internationaux
| Buts internationaux de Gonzalo Higuaín | Buts internationaux de Gonzalo Higuaín | Buts internationaux de Gonzalo Higuaín                          | Buts internationaux de Gonzalo Higuaín | Buts internationaux de Gonzalo Higuaín | Buts internationaux de Gonzalo Higuaín | Buts internationaux de Gonzalo Higuaín |
| 0                                      | Date                                   | Lieu                                                            | Adversaire                             | Score                                  | Résultats                              | Compétitions                           |
| -------------------------------------- | -------------------------------------- | --------------------------------------------------------------- | -------------------------------------- | -------------------------------------- | -------------------------------------- | -------------------------------------- |
| 1                                      | 10 octobre 2009                        | El Monumental, Buenos Aires, Argentine                          | Pérou                                  | 1-0                                    | 2-1                                    | Éliminatoires Coupe du monde 2010      |
| 2                                      | 3 mars 2010                            | Allianz Arena, Munich, Allemagne                                | Allemagne                              | 1-0                                    | 1-0                                    | Match amical                           |
| 3                                      | 17 juin 2010                           | Soccer City, Johannesbourg, Afrique du Sud                      | Corée du Sud                           | 2-0                                    | 4-0                                    | Coupe du monde 2010                    |
| 4                                      | 17 juin 2010                           | Soccer City, Johannesbourg, Afrique du Sud                      | Corée du Sud                           | 3-1                                    | 4-0                                    | Coupe du monde 2010                    |
| 5                                      | 17 juin 2010                           | Soccer City, Johannesbourg, Afrique du Sud                      | Corée du Sud                           | 4-1                                    | 4-0                                    | Coupe du monde 2010                    |
| 6                                      | 27 juin 2010                           | Soccer City, Johannesbourg, Afrique du Sud                      | Mexique                                | 2-0                                    | 3-1                                    | Coupe du monde 2010                    |
| 7                                      | 7 septembre 2010                       | El Monumental, Buenos Aires, Argentine                          | Espagne                                | 2-0                                    | 4-1                                    | Match amical                           |
| 8                                      | 16 juillet 2011                        | Estadio Brigadier General Estanislao López, Santa Fe, Argentine | Uruguay                                | 1-1                                    | 1-1 a.p (4-5) t.a.b                    | Copa América 2011                      |
| 9                                      | 6 septembre 2011                       | Bangabandhu National Stadium, Dacca, Bangladesh                 | Nigeria                                | 1-0                                    | 3-1                                    | Match amical                           |
| 10                                     | 7 octobre 2011                         | El Monumental, Buenos Aires, Argentine                          | Chili                                  | 1-0                                    | 4-1                                    | Éliminatoires Coupe du monde 2014      |
| 11                                     | 7 octobre 2011                         | El Monumental, Buenos Aires, Argentine                          | Chili                                  | 3-0                                    | 4-1                                    | Éliminatoires Coupe du monde 2014      |
| 12                                     | 7 octobre 2011                         | El Monumental, Buenos Aires, Argentine                          | Chili                                  | 4-1                                    | 4-1                                    | Éliminatoires Coupe du monde 2014      |
| 13                                     | 2 juin 2012                            | El Monumental, Buenos Aires, Argentine                          | Équateur                               | 2-0                                    | 3-0                                    | Éliminatoires Coupe du monde 2014      |
| 14                                     | 7 septembre 2012                       | Stade Mario Alberto Kempes, Córdoba, Argentine                  | Paraguay                               | 2-1                                    | 3-1                                    | Éliminatoires Coupe du monde 2014      |
| 15                                     | 11 septembre 2012                      | Stade Nacional, Lima, Pérou                                     | Pérou                                  | 1-1                                    | 1-1                                    | Éliminatoires Coupe du monde 2014      |
| 16                                     | 17 octobre 2012                        | Estadio Nacional de Chile, Santiago de Chile, Chili             | Chili                                  | 0-2                                    | 1-2                                    | Éliminatoires Coupe du monde 2014      |
| 17                                     | 6 février 2013                         | Friends Arena, Solna, Suède                                     | Suède                                  | 1-3                                    | 2-3                                    | Match amical                           |
| 18                                     | 22 mars 2013                           | El Monumental, Buenos Aires, Argentine                          | Venezuela                              | 1-0                                    | 3-0                                    | Éliminatoires Coupe du monde 2014      |
| 19                                     | 22 mars 2013                           | El Monumental, Buenos Aires, Argentine                          | Venezuela                              | 3-0                                    | 3-0                                    | Éliminatoires Coupe du monde 2014      |
| 20                                     | 14 août 2013                           | Stadio Olimpico, Rome, Italie                                   | Italie                                 | 0-1                                    | 1-2                                    | Match amical                           |
| 21                                     | 5 juillet 2014                         | Stade de Mané-Garrincha, Brasilia, Brésil                       | Belgique                               | 1-0                                    | 1-0                                    | Coupe du monde 2014                    |
| 22                                     | 14 octobre 2014                        | Hong Kong Stadium, Hong Kong, Chine                             | Hong Kong                              | 0-2                                    | 3-0                                    | Match amical                           |
| 23                                     | 14 octobre 2014                        | Hong Kong Stadium, Hong Kong, Chine                             | Hong Kong                              | 0-4                                    | 3-0                                    | Match amical                           |
| 24                                     | 20 juin 2015                           | Estadio Sausalito, Viña del Mar, Chili                          | Jamaïque                               | 1-0                                    | 1-0                                    | Copa América 2015                      |
| 25                                     | 30 juin 2015                           | Estadio Municipal de Concepción, Concepción, Chili              | Paraguay                               | 6-1                                    | 6-1                                    | Copa América 2015                      |
| 26                                     | 28 mai 2016                            | Estadio del Bicentenario, San Juan, Argentine                   | Honduras                               | 1-0                                    | 1-0                                    | Match amical                           |
| 27                                     | 18 juin 2016                           | Gillette Stadium, Foxborough, États-Unis                        | Venezuela                              | 1-0                                    | 4-1                                    | Copa América Centenario                |
| 28                                     | 18 juin 2016                           | Gillette Stadium, Foxborough, États-Unis                        | Venezuela                              | 2-0                                    | 4-1                                    | Copa América Centenario                |
| 29                                     | 21 juin 2016                           | NRG Stadium, Houston, États-Unis                                | États-Unis                             | 0-3                                    | 0-4                                    | Copa América Centenario                |
| 30                                     | 21 juin 2016                           | NRG Stadium, Houston, États-Unis                                | États-Unis                             | 0-4                                    | 0-4                                    | Copa América Centenario                |
| 31                                     | 6 octobre 2016                         | Estadio Nacional, Lima, Pérou                                   | Pérou                                  | 1-2                                    | 2-2                                    | Éliminatoires Coupe du monde 2018      |

## Palmarès

### Real Madrid
- Liga
  - Champion : 2007, 2008 et 2012
- Coupe d'Espagne
  - Vainqueur : 2011
- Supercoupe d'Espagne
  - Vainqueur : 2008 et 2012

### SSC Naples
- Serie A
  - Vice-champion : 2016
- Coupe d'Italie
  - Vainqueur : 2014
- Supercoupe d'Italie
  - Vainqueur : 2014

### Juventus
- Serie A
  - Champion : 2017, 2018 et 2020
- Coupe d'Italie
  - Vainqueur : 2017 et 2018
- Supercoupe d'Italie
  - Finaliste : 2017 et 2019
- Ligue des Champions
  - Finaliste : 2017

### Chelsea FC
- Coupe de la ligue anglaise
  - Finaliste : 2019
- Ligue Europa
  - Vainqueur : 2019

### Argentine
- Coupe du monde
  - Finaliste : 2014
- Copa América
  - Finaliste : 2015 et 2016

## Distinctions personnelles
- Meilleur buteur de Serie A en 2016 (36 buts)
- Recordman de buts sur une saison de Serie A (36 buts) en 2016